# 日向灘地震 (2024年)
日向灘地震（ひゅうがなだじしん）は、2024年（令和6年）8月8日16時42分（JST）に、日本の日向灘で発生した地震である。規模は気象庁マグニチュード（Mj）7.1、モーメントマグニチュード（Mw）7.0であり、宮崎県で最大震度6弱および最大長周期地震動階級3を観測した。この地震で津波注意報が発表されたほか、南海トラフ沿いの地震に関する評価検討会（臨時）が初めて開催され、2019年の運用開始以来初めて南海トラフ地震臨時情報（巨大地震注意）が発表された。

## 概要
この地震は、日向灘における陸のプレートとフィリピン海プレートの境界で発生した地震であり、発震機構（CMT解）は西北西 - 東南東方向に圧力軸を持つ逆断層型となっている。震源地は南海トラフ巨大地震の想定震源域内であり、本地震により域内での新たな大規模地震発生の可能性が相対的に高まったと評価されている（後述）。
2022年時点での日向灘における地震活動の長期評価によると、M7.0-7.5程度の地震（日向灘のひとまわり小さい地震）の30年以内の発生確率は、26%以上の「Ⅲランク」と評価されていた。同地域では1931年にM7.1、1961年にM7.0の地震が発生していた。なお、日向灘を震源とする地震で震度6弱以上の揺れを観測するのは1919年以降初である。ただし、この報道では、より規模が大きかった1968年日向灘地震では当時は地震計の設置が少なかったため、最大震度は5であったとも述べている。

## 地震動

### 震度
| 震度 | 都道府県 | 観測地点 |
| ---- | -------- | --- |
| 6弱  | 宮崎県   | 日南市南郷町南町 |
| 5強  | 宮崎県   | 宮崎市松橋、都城市姫城町、日南市油津・吾田東・中央通、串間市役所 |
| 5強  | 鹿児島県 | 大崎町仮宿 |
| 5弱  | 宮崎県   | 宮崎市霧島・田野町体育館・高岡町内山・清武町船引、都城市菖蒲原・山之口町花木・山田町山田、日南市北郷町郷之原、小林市野尻町東麓、串間市都井、三股町五本松、高原町西麓、国富町本庄、高鍋町上江、新富町上富田 |
| 5弱  | 鹿児島県 | 鹿児島市喜入町・桜島赤水新島、鹿屋市新栄町・札元・串良町岡崎、垂水市田神、曽於市末吉町二之方・財部町南俣、霧島市国分中央・福山町牧之原、姶良市加治木町本町・宮島町、東串良町川西、肝付町新富               |

このほか、震度1以上の揺れを九州から近畿にかけての18府県で観測した。また、韓国では嶺南地方の一部で最大改正メルカリ震度階級II - III程度の揺れが観測された。

### 長周期地震動
| 階級 | 都道府県 | 観測点名                                                                           |
| ---- | -------- | ---------------------------------------------------------------------------------- |
| 3    | 宮崎県   | 都城市菖蒲原                                                                       |
| 2    | 福岡県   | 久留米市津福本町                                                                   |
| 2    | 長崎県   | 雲仙市国見町                                                                       |
| 2    | 熊本県   | 八代市平山新町、熊本市西区春日、人吉市西間下町、多良木町多良木                     |
| 2    | 宮崎県   | 新富町上富田、宮崎市霧島、日南市油津、串間市奈留、小林市真方                       |
| 2    | 鹿児島県 | 鹿児島市東郡元、指宿市山川新生町、鹿児島空港、鹿屋市新栄町、志布志市志布志町志布志 |

### 緊急地震速報
気象庁はこの地震に対し、地震波検知から5.7秒後に緊急地震速報（警報）を宮崎県、鹿児島県、大分県、熊本県、高知県、長崎県、福岡県、愛媛県、佐賀県、山口県、広島県、香川県に発表した。

## 津波
8月8日16時45分に気象庁は宮崎県、高知県に津波注意報を、同日16時52分には、愛媛県宇和海沿岸、大分県豊後水道沿岸、鹿児島県東部、種子島・屋久島地方にも津波注意報を発表した。宮崎県宮崎港で51 cm、宮崎県の日南市油津で40 cmなどの津波を観測した。 津波注意報は8月8日22時0分にすべて解除された。
| 発表された情報 | 津波の予想高さ | 津波予報区の名称     | 観測点         | 観測時刻    | 津波の高さ （最大波高） |
| -------------- | -------------- | -------------------- | -------------- | ----------- | ----------------------- |
| 津波注意報     | 1 m            | 愛媛県宇和海沿岸     | 宇和島         | 8日20時26分 | 7 cm                    |
| 津波注意報     | 1 m            | 高知県               | 室戸市室戸岬   | 8日17時42分 | 13 cm                   |
| 津波注意報     | 1 m            | 高知県               | 高知           | 8日20時28分 | 7 cm                    |
| 津波注意報     | 1 m            | 高知県               | 土佐清水       | 8日17時45分 | 25 cm                   |
| 津波注意報     | 1 m            | 高知県               | 中土佐町久礼港 | 8日19時32分 | 4 cm                    |
| 津波注意報     | 1 m            | 大分県豊後水道沿岸   | 佐伯市松浦     | 8日19時47分 | 5 cm                    |
| 津波注意報     | 1 m            | 宮崎県               | 宮崎港         | 8日19時19分 | 51 cm                   |
| 津波注意報     | 1 m            | 宮崎県               | 日向市細島     | 8日19時8分  | 17 cm                   |
| 津波注意報     | 1 m            | 宮崎県               | 日南市油津     | 8日17時23分 | 40 cm                   |
| 津波注意報     | 1 m            | 鹿児島県東部         | 南大隅町大泊   | 8日17時48分 | 15 cm                   |
| 津波注意報     | 1 m            | 鹿児島県東部         | 志布志港       | 8日17時25分 | 17 cm                   |
| 津波注意報     | 1 m            | 種子島・屋久島地方   | 種子島西之表   | 8日18時53分 | 10 cm                   |
| 津波注意報     | 1 m            | 種子島・屋久島地方   | 種子島熊野     | 8日18時24分 | 18 cm                   |
| 津波予報       | 0.2 m未満      | 千葉県内房           | 館山市布良     | 8日19時53分 | 6 cm                    |
| 津波予報       | 0.2 m未満      | 小笠原諸島           | 父島二見       | 8日20時10分 | 6 cm                    |
| 津波予報       | 0.2 m未満      | 和歌山県             | 那智勝浦町浦神 | 8日18時46分 | 5 cm                    |
| 津波予報       | 0.2 m未満      | 和歌山県             | 串本町袋港     | 8日19時0分  | 11 cm                   |
| 津波予報       | 0.2 m未満      | 徳島県               | 徳島由岐       | 8日18時15分 | 6 cm                    |
| 津波予報       | 0.2 m未満      | 鹿児島県西部         | 枕崎           | 8日19時3分  | 18 cm                   |
| 津波予報       | 0.2 m未満      | 奄美群島・トカラ列島 | 奄美市小湊     | 8日19時21分 | 7 cm                    |

## 南海トラフ巨大地震との関連

### 南海トラフ地震臨時情報
気象庁は地震発生後、本地震と今後の南海トラフ巨大地震の関連性についての調査を開始したとして、「南海トラフ地震臨時情報（調査中）」を発表した。震源地の日向灘は、南海トラフ巨大地震想定震源域の南西端に位置しており、また地震の規模は調査開始の基準となるMj6.8を超えるMj7.1（速報値）であった。その後、南海トラフ沿いの地震に関する評価検討会（臨時）を開催し、新たな大規模地震発生の可能性が相対的に高まったとして、「南海トラフ地震臨時情報（巨大地震注意）」を発表した。南海トラフ臨時情報は、2019年の運用開始以来初の発表となったほか、同種の調査情報の発表としては2009年の駿河湾地震における東海地震観測情報以来である。
評価検討会会長の平田直は、今回の地震は想定される南海トラフ巨大地震の発生形態のうち、「一部割れ」に相当するとした。また、1週間以内にM8クラスの地震が発生する可能性が、平常時の数倍の0.5%程度になっているとしたうえで、1週間程度は巨大地震への注意を続けるよう求めた。気象庁によると、8日時点でこの地震の発生に伴い四国地方のひずみ計で短時間に急激な変化を観測したものの、その後巨大地震の発生につながるとみられる前兆現象は観測されていないとしている。内閣官房長官の林芳正は臨時情報について、事前避難を求めるものではなく、日頃の地震への備えや発生時の対応の再確認などを呼びかけるものであるとしたうえで、夏休みの旅行や帰省を含め日常生活や社会経済活動の継続をしつつ、地震への備えの再確認や避難態勢の準備を呼びかけた。
その後、想定震源域でプレート境界の固着状況に特段の変化を示すような地震活動や地殻変動は観測されず、内閣府などは地震発生から1週間が経過した15日17時をもって特別な注意を呼びかける期間を終了した。

### 臨時情報発表に伴う影響

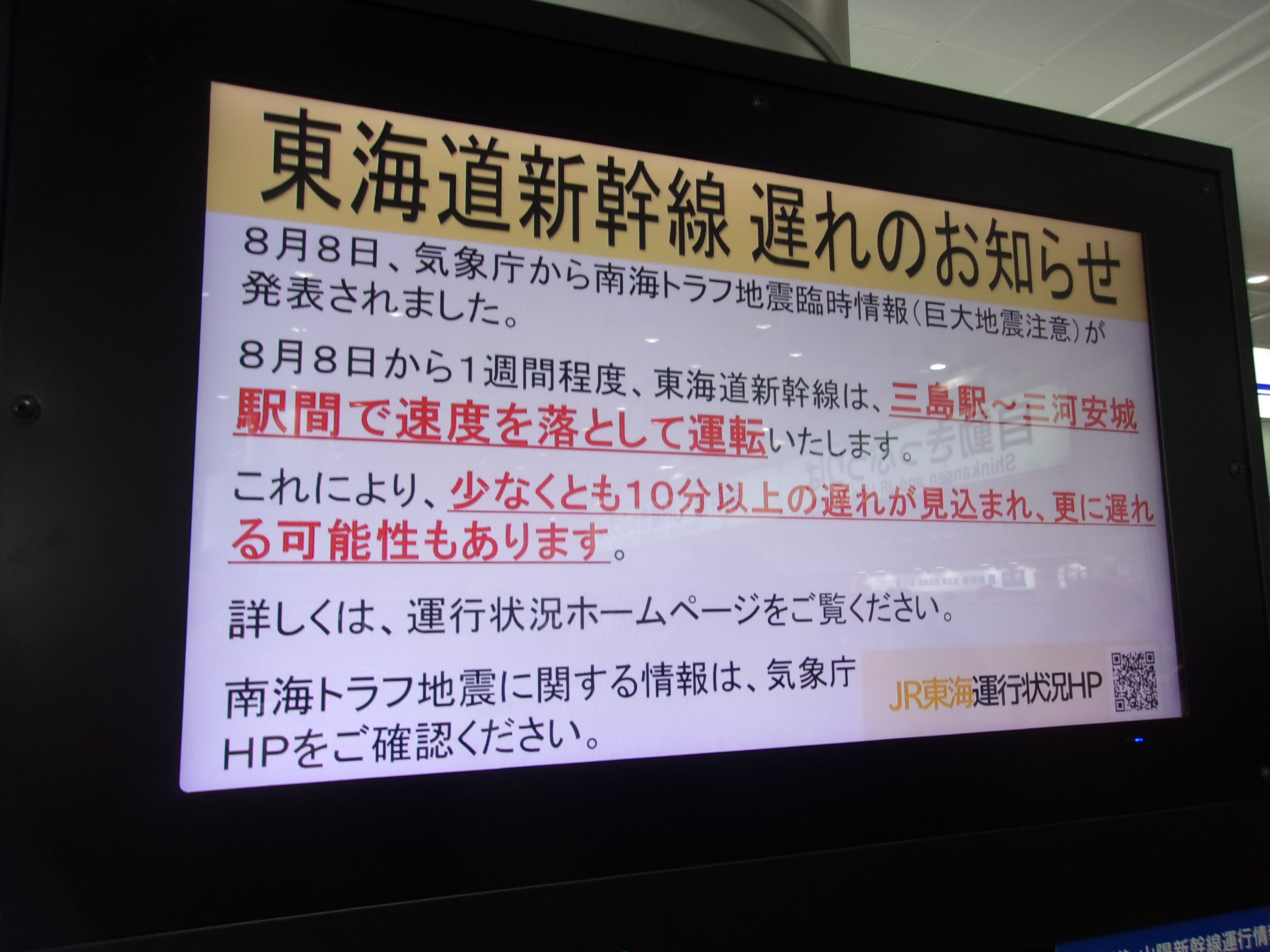
減速運転による遅延を伝える東海道新幹線の案内

鉄道各社では、東海道新幹線が三島駅 - 三河安城駅間で徐行運転となったほか、土佐くろしお鉄道ごめん・なはり線が安芸駅 - 奈半利駅間、紀勢本線が新宮駅 - 紀伊勝浦駅間および周参見駅 - 紀伊田辺駅間の一部列車で運休した。JR各社の特急列車では、東京駅から高松駅・出雲市駅を結ぶ寝台特急サンライズ瀬戸・出雲およびJR東海の特急ふじかわ、伊那路、南紀が全区間運休となったほか、大阪から和歌山方面を結ぶ特急くろしおが和歌山駅 - 新宮駅の間で運休となった
。このほか、想定震源域に接する関東から九州にかけての路線で、1週間程度一部区間の徐行運転や一部特急の運休を行うなどの対応を取った。
愛知環状鉄道は不要不急の旅行を中止するように呼びかけたが、行動規制への誤解を与えかねないとして呼びかけの文言を変更した。同鉄道は、東海地震に関連する情報が制定されていた時に作成した地震防災応急計画をそのまま踏襲した為と説明している。
想定震源域に接する沿岸自治体のうち、宮崎市や和歌山県白浜町、神奈川県平塚市では、海水浴場の閉鎖や遊泳禁止などの措置が取られた。白浜町では花火大会も中止となった。
想定震源域に接する沿岸地域での宿泊施設では予約のキャンセルが相次いだほか、旅行会社「クラブツーリズム」でも8月10日から15日までの該当地域での宿泊を伴う、パッケージツアーの催行を中止した。
高知県高知市で8月9日に開幕した第71回よさこい祭りは安全対策を徹底した上で予定通りに開催したが、4チームが出場を辞退した。
大都市圏やECサイトを中心に非常食や防災グッズなどを購入する動きもあり、買い占めを防ぐために一部商品の購入制限を行う店舗も発生した。
地震雲などといった、科学的根拠のない誤情報もSNS上にて拡散しており、総務省は8月9日付でプラットフォーム事業者4社に対して、利用規約を踏まえて適正な対応を実施するよう、要請を行った。

## 被害・影響
| 都道府県 | 人的被害 (人) | 人的被害 (人) | 人的被害 (人) | 住家被害 (棟) | 住家被害 (棟) | 住家被害 (棟) |
| 都道府県 | 死者          | 重傷          | 軽傷          | 全壊          | 半壊          | 一部破損      |
| -------- | ------------- | ------------- | ------------- | ------------- | ------------- | ------------- |
| 熊本県   |               | 1             | 1             |               |               |               |
| 宮崎県   |               | 2             | 8             |               | 1             | 73            |
| 鹿児島県 |               |               | 4             | 1             |               | 4             |
| 合計     |               | 3             | 13            | 1             | 1             | 77            |

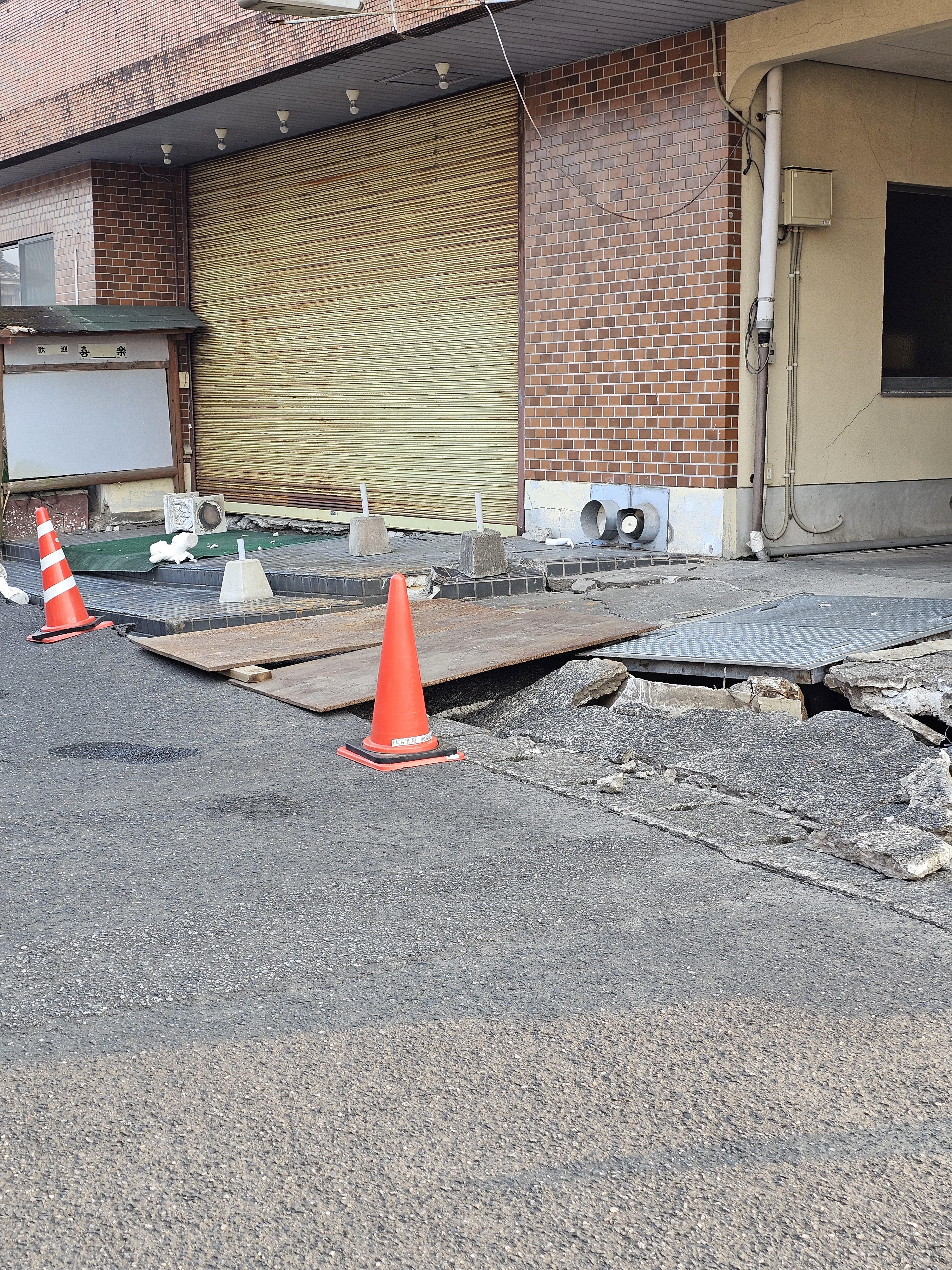
2024年8月8日の地震による地面の隆起（鹿児島県大崎町假宿）

宮崎空港では、管制塔の天井パネルが落下し職員が避難する事態となった。また、空調の給水管の破損による漏水やエスカレーターなど空港施設への被害も確認された。同空港では、安全確認などの影響により合わせて19便が欠航した。
地震発生後、JR九州では日豊線、日南線、肥薩線、宮崎空港線、吉都線で8日中の終日運転見合わせを行った。
国道220号は、宮崎県日南市で落石が発生し、一部区間で通行止めとなった。
大分県日田市、宮崎県日南市・串間市では、合わせて最大120戸で断水が発生したが、10日までに解消した。また日田市や鹿児島県霧島市では水道水に濁りが生じ、応急給水を実施した。このほか日南市では約60戸で停電が発生したが、同日中に復旧した。
宮崎市の宮崎市民文化ホールでは、大ホールの天井の吸音板に損傷が確認されたことから、8月中の大ホールの利用休止を決定。またこの間に予定されていた8件の公演について、中止や会場変更、延期が発表された。
宇宙航空研究開発機構（JAXA）は、8月11日に鹿児島県肝付町の内之浦宇宙空間観測所から打ち上げを予定していた観測ロケットS-520-34号機の打ち上げ延期を発表した。

## 日本政府・自治体の対応

### 日本政府
内閣総理大臣の岸田文雄は、地震発生後ただちに会見を行い、「国民の皆さんに対する情報提供と、住民避難等の被害防止措置の徹底、そして被害状況の早急の把握、政府一体となった被災者の救命・救助等の災害応急対策、この3点を指示した」ことを表明。また、「南海トラフ地震臨時情報が発表されており、現在、被害情報を収集している」「引き続き強い揺れに注意し、命を守る行動をお願いしたい」などと呼びかけた。
8月9日、岸田は長崎原爆犠牲者慰霊平和祈念式典出席のために訪れていた長崎市で記者会見し、気象庁が「南海トラフ地震臨時情報（巨大地震注意）」を発表したことを受け、同日から出発予定だった中央アジアとモンゴルへの訪問を取りやめた。また、「危機管理の最高責任者として念には念を入れ、少なくとも気象庁が地震の備えの再確認等を呼びかけている1週間程度は国内にとどまり、政府対応や情報発信に万全を期すべきだと判断した」と述べた。